# Гаврилишин Віталій Васильович
Віталій Васильович Гаврилишин (*24 квітня 1987, Івано-Франківськ, Україна) — український футболіст. Захисник.
Грав за команди  Івано-Франківська: «Спартак» і «Прикарпаття», є вихованцем відомого тренера Степана Рибака.